# Московская сельскохозяйственная академия имени К. А. Тимирязева
Российский государственный аграрный университет — МСХА им. К. А. Тимирязева — высшее учебное заведение сельскохозяйственного профиля в Москве, ведущее историю с 1865 года.
Полное наименование: федеральное государственное бюджетное образовательное учреждение высшего образования «Российский государственный аграрный университет — МСХА имени К. А. Тимирязева» (сокр. ФГБОУ ВО «РГАУ — МСХА имени К. А. Тимирязева»).
Академия носит имя физиолога растений К. А. Тимирязева, поэтому в разговорной речи используют название «Тимирязевская академия».
Здание университета включено в Государственный свод особо ценных объектов культурного наследия народов Российской Федерации.

## История
Датой основания считается 3 декабря 1865 года, когда вышло распоряжение об открытии Петровской земледельческой и лесной академии. 25 января 1866 года состоялось открытие лекций.

### Имперский период
27 октября 1865 года утверждён Устав академии. 3 декабря 1865 года объявлено распоряжение правительства о её открытии; открыты два отделения — сельскохозяйственное и лесное.
25 января 1866 года прочитаны первые лекции. С 1871 года началось преподавание садоводства и огородничества. По новому Уставу от 16 июня 1873 года академия стала государственным вузом. В 1878—1879 годах в академии был организован лесохозяйственный музей, заложен лесной питомник, на опытном поле открылась метеорологическая станция.
В 1889 году принят новый Устав. Ликвидируется лесное отделение; изменяется название: до 1894 года — Петровская сельскохозяйственная академия. 1 февраля 1894 года академия была закрыта. В июне 1894 года учреждён Московский сельскохозяйственный институт. В 1895—1898 годах заложен ботанический сад. В 1898—1903 году Д. Л. Рудзинским организована первая в России Селекционная станция на которой были заложены научные основы отечественной селекции и семеноводства сельскохозяйственных растений.

### Советский период

Памятник Клименту Тимирязеву на территории академии

В 1917 году восстановлено название — Петровская сельскохозяйственная академия, изменены устав и организационная структура, созданы новые учебные планы и программы.
В декабре 1923 года вуз получил новое название — Сельскохозяйственная академия имени К. А. Тимирязева. Обучение было трёхгодичным, существовало 3 факультета: агрономический, экономический и инженерный.
В конце 1930 года на базе факультетов академии созданы Институт растениеводства имени К. А. Тимирязева, Гидромелиоративный институт, Институт инженеров сельскохозяйственного производства, Институт рыбной промышленности.
В 1931 году Московский институт растениеводства имени К. А. Тимирязева переименован в Московский зерновой институт имени К. А. Тимирязева. Постановлением СНК СССР от 21 декабря 1932 года при слиянии Московского зернового института имени К. А. Тимирязева, Московского овощного института и Института агрохимии и почвоведения образован Сельскохозяйственный институт имени К. А. Тимирязева. В 1936 году Сельскохозяйственный институт имени К. А. Тимирязева объединён с Зоотехническим институтом и переименован в Сельскохозяйственную академию имени К. А. Тимирязева.
В октябре 1939 года академия переименована в Московскую сельскохозяйственную академию имени К. А. Тимирязева. В 1941 году Московская сельскохозяйственная академия имени Тимирязева являлась вузом Наркомзема СССР и имела почтовый адрес: город Москва, Новое шоссе, дом 10.
Основная деятельность Тимирязевской академии не прерывалась в военные годы. Временно она находилась в Самарканде, но уже в 1943 году возобновились занятия в Москве.

### Современный период
В 1994 году утверждён Устав и название Московская сельскохозяйственная академия имени К. А. Тимирязева (МСХА). В 2001 году принят новый устав академии.
20 июня 2005 года академия переименована в Федеральное государственное образовательное учреждение «Российский государственный аграрный университет — МСХА имени К. А. Тимирязева» (ФГОУ ВПО «РГАУ — МСХА имени К. А. Тимирязева»).
11 сентября 2008 года указом президента Российской Федерации № 1343 в целях сохранения историко-культурного наследия народов Российской Федерации университет включён в Государственный свод особо ценных объектов культурного наследия народов Российской Федерации.
В 2009 году университет получил статус базовой организации государств — участников СНГ по подготовке, повышению квалификации и переподготовке кадров в области аграрного образования.
20 мая 2013 года приказом Министерства сельского хозяйства Российской Федерации была начата реорганизация университета путём присоединения к нему ФГБОУ ВПО «Московский государственный агроинженерный университет имени В. П. Горячкина» и ФГБОУ ВПО «Московский государственный университет природообустройства». 4 апреля 2014 года присоединение было завершено.
В 2017 году РГАУ-МСХА имени К. А. Тимирязева признан базовой организацией Министерства сельского хозяйства РФ по подготовке, повышению квалификации и переподготовке кадров в области агропромышленного комплекса.

#### Конфликт вокруг земель
В 2016 году стало известно, что руководство вуза неоднократно пыталось продать часть земель, принадлежащих академии, под коммерческую застройку. В апреле 2016 года к ситуации было привлечено внимание президента Владимира Путина, после чего вопрос о продаже земель был на некоторое время отложен. В октябре 2021 года часть земель вновь попытались продать девелоперу ЛСР под коммерческую застройку жилыми домами. Опытные поля и мичуринский сад, несмотря на обещание президента, вновь оказались под угрозой. Прошла широкая общественная кампания с требованием не допустить продажи и застройки земель. Студенты, преподаватели и жители собрали тысячи подписей под петицией против застройки, провели серию пикетов, привлекли к ситуации внимание депутатов Госдумы и СМИ, в результате чего застройку удалось приостановить.

## Руководство[13]

### ДиректорыПетровской земледельческой и лесной академиии Петровской сельскохозяйственной академии
- 1865—1869 — Железнов, Николай Иванович
- 1869 — Ильенков, Павел Антонович (и. о.)
- 1869 — Цветков, Яков Яковлевич (и. о.)
- 1869 — Стебут, Иван Александрович (и. о.)
- 1870—1876 — Королёв, Филипп Николаевич
- 1876—1883 — Арнольд, Фёдор Карлович
- 1883—1890 — Юнге, Эдуард Андреевич
- 1890—1894 — Захаров, Алексей Петрович

### Директоры Московского сельскохозяйственного института
- 1894—1904 — Рачинский, Константин Александрович
- 1904—1907 — Шимков, Андрей Петрович
- Апрель — май 1907 — Прянишников, Дмитрий Николаевич
- 1907—1908 — Вильямс, Василий Робертович
- 1908—1909 — Прянишников, Дмитрий Николаевич
- 1909—1916 — Иверонов, Иван Александрович
- Июль — октябрь 1916 — Подарев, Василий Васильевич
- Октябрь 1916 — апрель 1917 — Прянишников, Дмитрий Николаевич
- Апрель — октябрь 1917 — Кулагин, Николай Михайлович

### Директоры и ректоры Сельскохозяйственной академии
- 1917—1919 — Железнов, Владимир Яковлевич
- 1919 — Зернов, Сергей Алексеевич
- 1919—1922 — Горячкин, Василий Прохорович
- 1922—1925 — Вильямс, Василий Робертович
- 1925—1927 — Муралов, Николай Иванович
- 1927 — январь 1928 — Шулов, Иван Семёнович
- 1928—1930 — Шефлер, Михаил Евстафьевич
- Январь 1930 — апрель 1930 — Березовский, Николай Николаевич (как директор Института растениеводства)
- Апрель 1930 — июнь 1932 — Праксин, Сергей Степанович (как директор Зернового института)
- Июнь — декабрь 1932 — Кузюрин, Александр Николаевич (как директор Зернового института)
- 1932—1936 — Бурдуков, Александр Александрович
- Февраль 1936 — май 1936 — Жагар, Александр Иванович
- Июль 1936 — август 1937 — Колеснев, Самуил Георгиевич
- Август 1937 — ноябрь 1937 — Овсянников Г. М.
- Ноябрь 1937 — март 1940 — Платонов, Фёдор Петрович
- Март 1940 — август 1948 — Немчинов, Василий Сергеевич
- Август 1948 — июль 1950 — Столетов, Всеволод Николаевич
- Июль 1950 — март 1951 — Иванович, Корнелий Агафонович (и. о.)
- 1951—1963 — Лоза, Григорий Матвеевич
- 1963—1971 — Шатилов, Иван Семёнович
- 1971—1978 — Вавилов, Пётр Петрович
- 1978—1992 — Синюков, Михаил Иванович
- Декабрь 1992 — 2000 — Пупонин, Анатолий Иванович (первый ректор, избранный коллективом)
- 2000 — ноябрь 2002 — Филимонов, Виктор Сергеевич
- Ноябрь 2002 — май 2013 — Баутин, Владимир Моисеевич
- Июль 2013 — декабрь 2015 — Нечаев, Василий Иванович
- Декабрь 2015 — 2016 — Лукомец, Вячеслав Михайлович
- 2016—2018 — Золина, Галина Дмитриевна
- 2018—2019 — Чайка, Валерия Павловна
- 2019 — наст. время — Трухачёв, Владимир Иванович

## Гимн университета
В 2013 году приказом ректора был утверждён гимн университета: им стала композиция «Связаны одной судьбой» автором и исполнителем которой является выпускник РГАУ — МСХА им. Тимирязева Азамат Кабулов.

## Структура университета

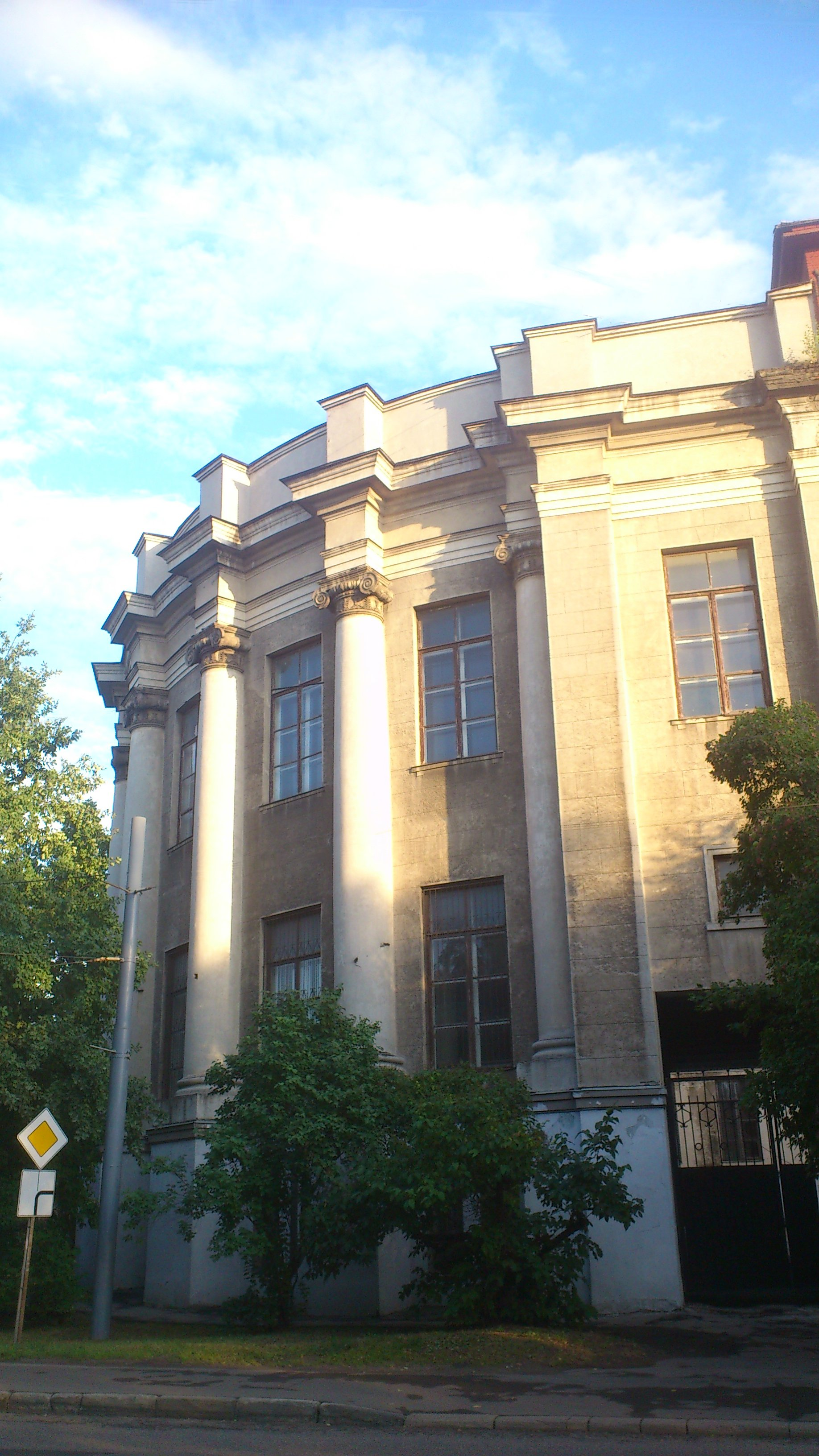
Один из учебных корпусов академии

### Факультеты и институты

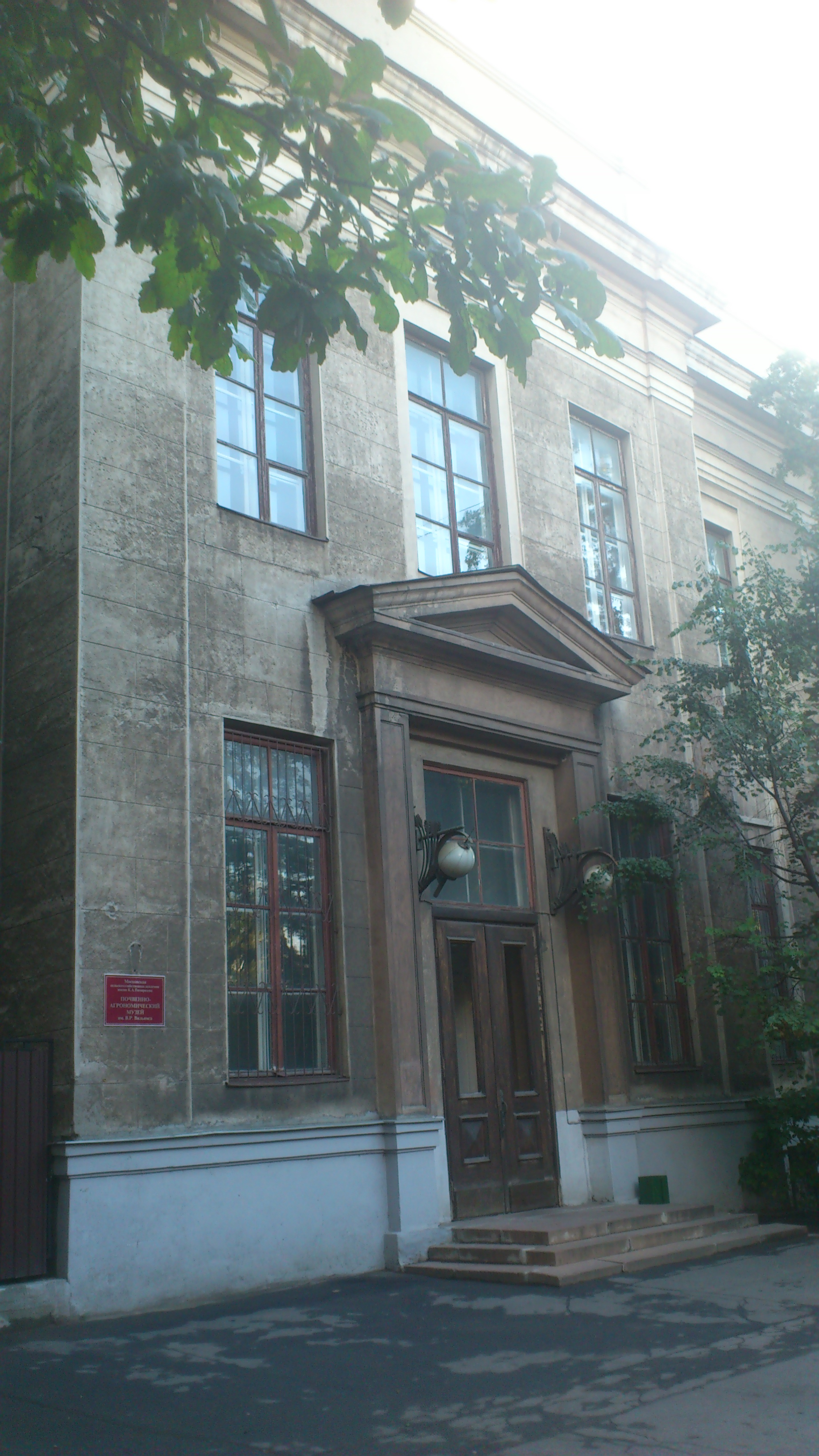
Почвенно-агрономический музей им. В. Р. Вильямса

#### Институты[14]
- Институт агробиотехнологии
- Институт зоотехнии и биологии
- Институт садоводства и ландшафтной архитектуры
- Технологический институт
- Институт механики и энергетики имени В. П. Горячкина
- Институт мелиорации, водного хозяйства и строительства имени А. Н. Костякова
- Институт экономики и управления АПК

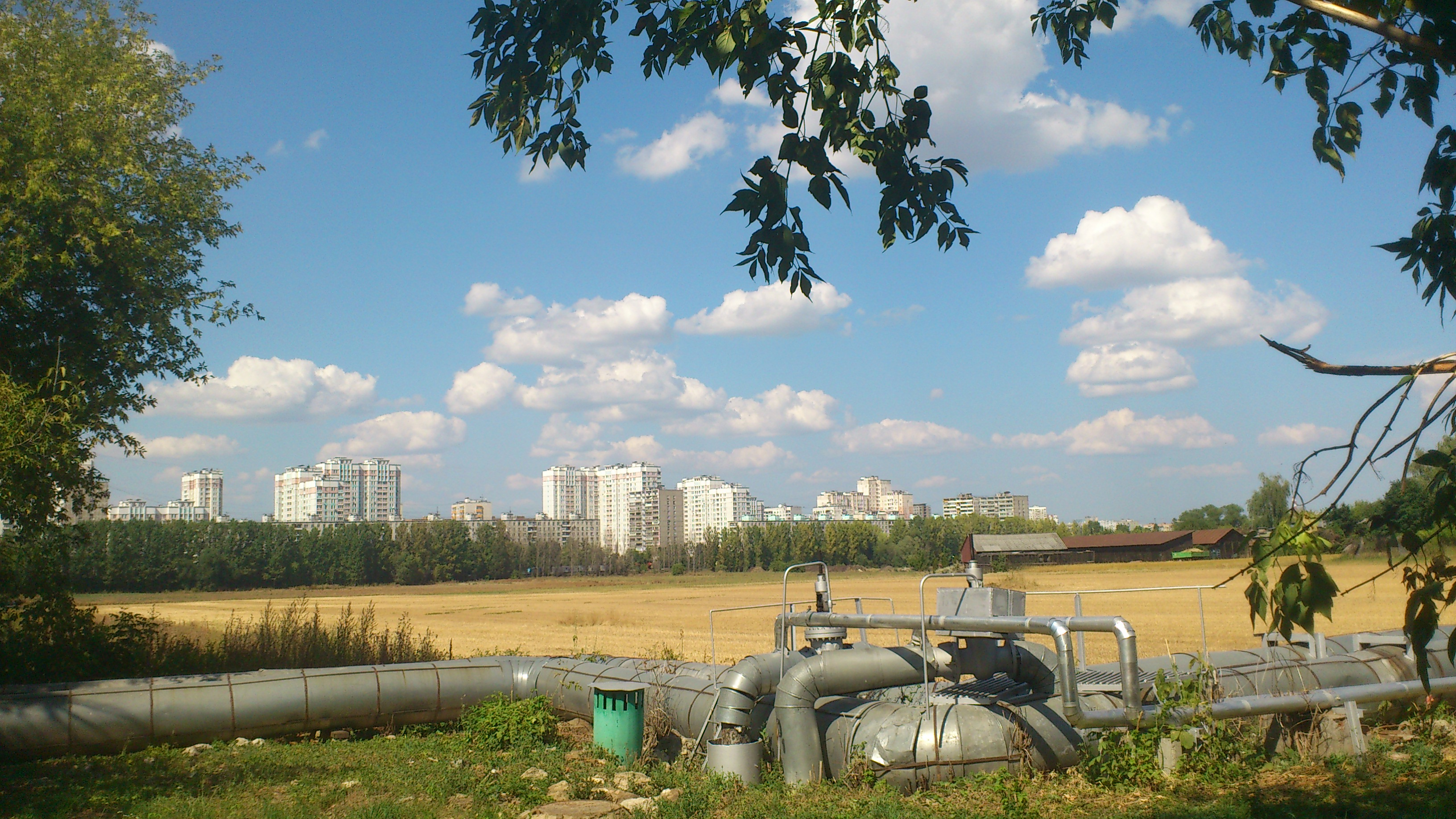
Опытное поле МСХА, улица Прянишникова

- Институт непрерывного образования

#### Факультеты[14]
- Факультет заочного образования (расформирован — направления распределены по институтам)
- Факультет довузовской подготовки (реорганизован в Центр довузовской подготовки)

### Учебно-научные подразделения[14]
- Лаборатория защиты растений
- Учебно-опытная пасека
- Лаборатория плодоводства
- Информационно-аналитический центр регистра и кадастра
- Лаборатория строительно-технической экспертизы зданий и сооружений
- Лаборатория селекции и семеноводства полевых культур
- Испытательная лаборатория по качеству молока
- Метеорологическая обсерватория имени В. А. Михельсона
- Почвенно-экологическая лаборатория
- Учебно-научно-производственный центр «Овощная опытная станция имени В. И. Эдельштейна»
- Лаборатория агроэкологического мониторинга, моделирования и прогнозирования экосистем
- Научно-исследовательская и проектно-учебная лаборатория транспортных средств сельскохозяйственного назначения
- Учебно-научный консультационный центр «Лесная опытная дача»
- Учебно-научный производственный центр спортивного газоноустройства и ландшафтного газоноведения
- Центр зерновых бобовых культур и производства растительного белка
- Центр спортивно-технического развития молодёжи — «Вектор»
- Лаборатория белого люпина
- Учебно-научный корпус в Михайловском
- Учебно-научный центр коллективного пользования — сервисная лаборатория комплексного анализа химических соединений
- Центр молекулярной биотехнологии
- Полевая опытная станция
- Проблемная научно-исследовательская лаборатория по разработке теоретических основ совместного управления водным, солевым и тепловым режимами мелиорируемых земель
- Учебно-научный консультационный центр «Агроэкология пестицидов и агрохимикатов»
- Лаборатория генетики, селекции и биотехнологии овощных культур
- Центр образовательной, спортивной и культурно-массовой работы
- Отраслевой аграрный бизнес-инкубатор
- Центр развития животноводства
  - Лаборатория физиологии и патологии размножения мелких животных
  - Зоостанция
    - Учебно-производственный животноводческий комплекс
    - Учебно-производственный птичник

## Награды
- орден Ленина (указ Президиума Верховного Совета СССР от 20 февраля 1940 года)
- орден Трудового Красного Знамени (1965)

## Рейтинги
- 2022 год: место в диапазоне 1301—1400 в Международном рейтинге «Три миссии университета»[15]
- 2022 год: 50 место в рейтинге вузов России (RAEX), 2022[16]
- 2022 год: 61 место в рейтинге влиятельности вузов России (RAEX), 2022[17]
- 2023 год: первое место среди российских вузов в профильном направлении «Сельское хозяйство» (RAEX)[18]
- 2024 год: первое место среди российских вузов в профильном направлении «Сельское хозяйство» (RAEX)[19]

## Здания
На территории Тимирязевской академии расположено 348 зданий (жилого, учебного, научно-лабораторного, опытно-производственного и общественного назначения), из которых 18 — являются объектами культурного наследия.
В 2008—2009 годах в старом здании пожарной части была обустроена домовая церковь при университете. Освящена в феврале 2009 года в память священномученика Иоанна Артоболевского — протоиерея Русской православной церкви, заведующего кафедрой богословия МСХА, расстрелянного в 1938 году и канонизированного в 2000 году.

## Известные выпускники
- Алексей Оверчук — заместитель председателя правительства Российской Федерации. Кандидат экономических наук.
- Шухрат Миталипов[англ.] — учёный, первым в мире клонировал сначала приматов, а затем человеческий эмбрион. Один из главных специалистов по генной инженерии в мире.
- Евгений Савченко — губернатор Белгородской области с 18 декабря 1993 года. Доктор экономических наук, член-корреспондент РАСХН, член-корреспондент РАН.
- Анатолий Артамонов — председатель комитета Совета Федерации по бюджету и финансовым рынкам. Доктор экономических наук.
- Антон Кобяков[20] — советник Президента Российской Федерации. Профессор, доктор экономических наук.
- Александр Малько — директор федерального государственного учреждения «Российский сельскохозяйственный центр», доктор сельскохозяйственных наук.
- Омурбек Бабанов — кыргызский политик и государственный деятель.
- Бекен Алимжанов — член президиума международной ассоциации «Интервуз»; член международного биографического центра IBC Кембриджского университета (Великобритания, 2008).
- Сергей Данкверт — руководитель Федеральной службы по ветеринарному и фитосанитарному надзору (Россельхознадзор).
- Роман Юнусов — российский юморист, резидент «Comedy Club», популярный киноактёр и ведущий.
- Елена Бондарева — многократная чемпионка мира и обладательница Кубка мира по самбо. Заслуженный мастер спорта России, 3-кратная чемпионка мира, 2-кратная чемпионка Европы, 3-кратная чемпионка России, победитель Кубка мира, победитель Универсиады-2013 в Казани.
- Силла Шейк Талиби[фр.] — Министр энергетики и водного хозяйства Гвинейской республики.
- Петербургский, Александр Васильевич — агрохимик, доктор сельскохозяйственных наук, заслуженный деятель науки РСФСР, профессор ТСХА.
- Головкин, Сергей Александрович (серийный убийца) — советский и российский серийный убийца, жертвами которого по материалам суда стали 11 мальчиков и юношей в период с 1986 по 1992 годы.

## Участие в Великой Отечественной войне

«Сынам и дочерям своим, отдавшим жизнь за Родину. Благодарная Тимирязевка»

Во время Великой Отечественной войны коллектив МСХА имени К. А. Тимирязева собрал 100 тысяч рублей на строительство авиаэскадрильи «Москва».

## Галерея

На почтовых марках и конвертах
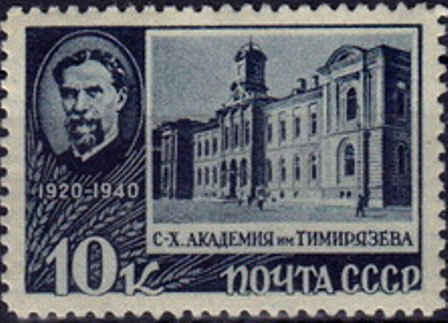
Почтовая марка СССР, 1940 год. Серия «20-летие со дня смерти естествоиспытателя К. А. Тимирязева»:
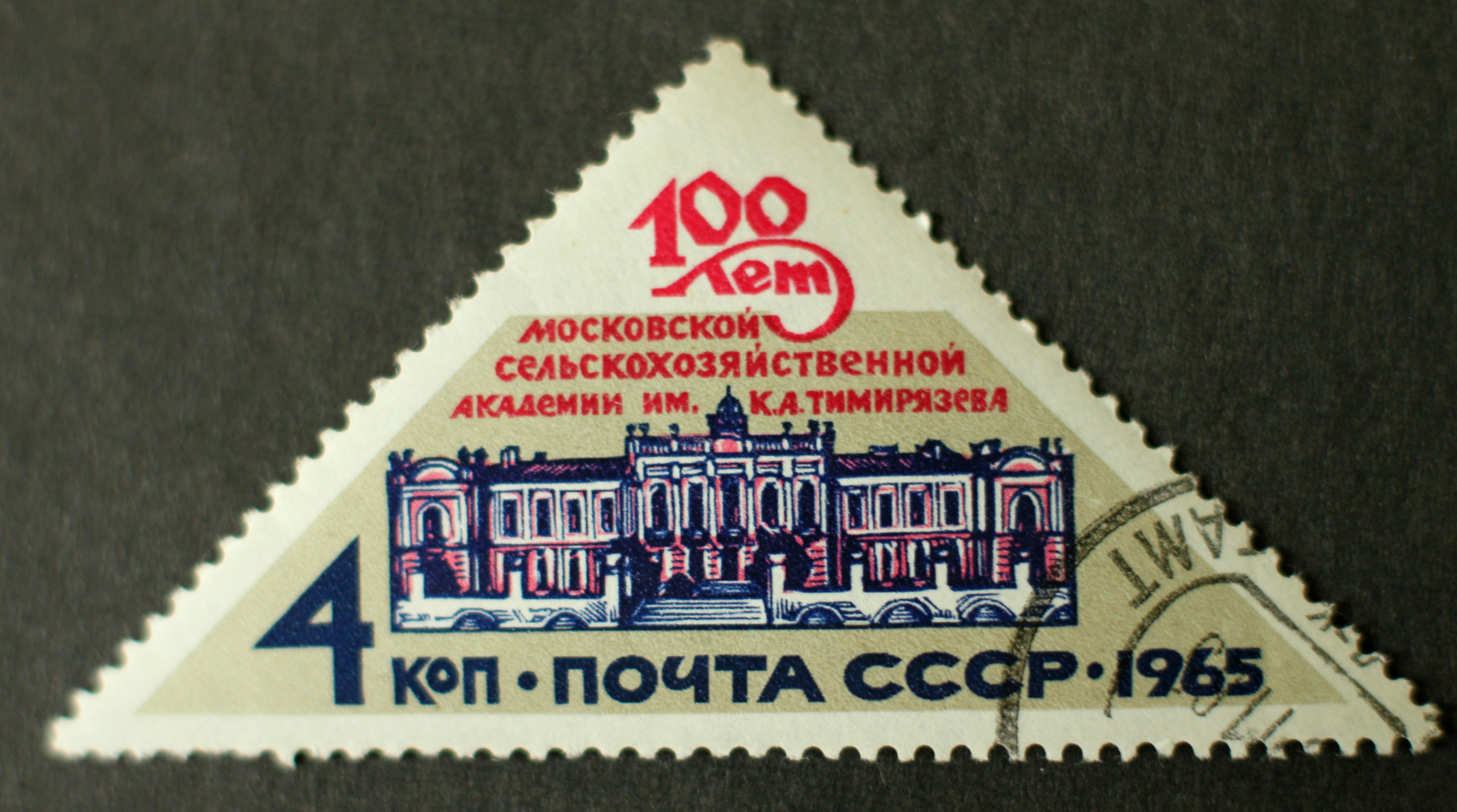
Почтовая марка СССР, 1965 год
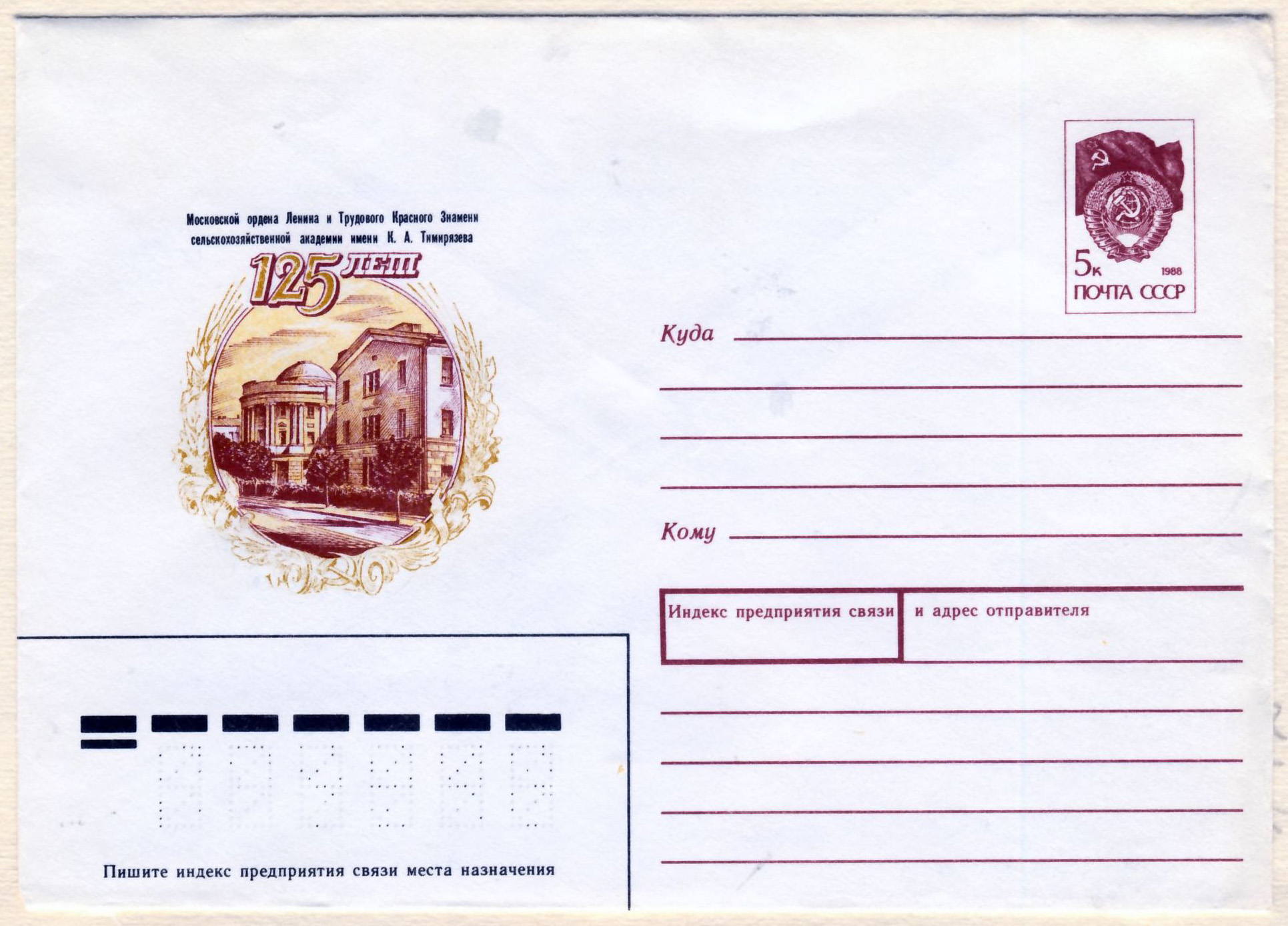
Почтовый конверт СССР, 1990 год
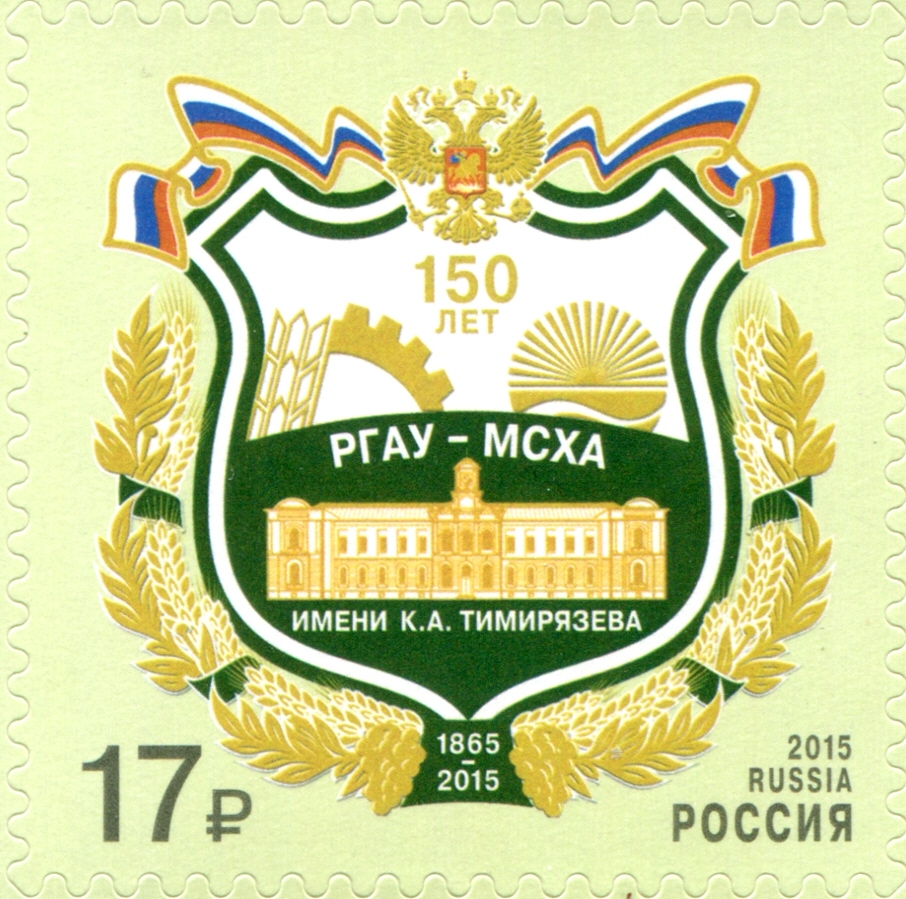
Почтовая марка России, 2015 год